# Große Strafrechtsreform
Unter der Großen Strafrechtsreform versteht man die grundlegende Umgestaltung des Strafgesetzbuches, die in den 1950er und 1960er Jahren in der Bundesrepublik Deutschland betrieben wurde (der 1969 beschlossene neue Allgemeine Teil trat am 1. Januar 1975 in Kraft).

## Abgrenzung
Keine Strafrechtsreform in diesem Sinne sind Gesetze, die nach 1949 eventuell noch vorhandene Spuren des Nationalsozialismus aus der Strafprozessordnung oder dem Gerichtsverfassungsgesetz beseitigten, wie z. B. das Gesetz zur Wiederherstellung der Rechtseinheit auf dem Gebiete der Gerichtsverfassung, der bürgerlichen Rechtspflege, des Strafverfahrens und des Kostenrechts vom 12. September 1950. Auch die Neufassung von Normen, die durch den Alliierten Kontrollrat aufgehoben wurden, wird nicht als Strafrechtsreform in diesem Sinn verstanden, wie beispielsweise die 1953 erfolgte Einfügung der Vorschrift über den räuberischen Angriff auf Kraftfahrer nach Aufhebung der alten Vorschrift über den Autofallenraub durch Kontrollratsgesetz Nr. 55 im Jahr 1947.

## Entwicklung

### Bis zum Zweiten Weltkrieg
Eine Reform des Reichsstrafgesetzbuches (RStGB) von 1871 wurde bereits seit dessen Inkrafttreten diskutiert. Reformarbeiten am Strafrecht – vor allem am Allgemeinen Teil des RStGB – sind schon während des Kaiserreiches und in der Zeit der Weimarer Republik vorangetrieben und durch einige Gesetzesänderungen umgesetzt worden. 
Es ging seit dem Aufbrechen des sogenannten „Schulenstreits“ zwischen der klassischen, dem Vergeltungsgedanken verpflichteten und der modernen, dem Präventionsmodell verpflichteten Strafrechtsschule vor allem um die Frage, ob mit der Strafe bessernde Zwecke gegenüber dem Täter verfolgt werden sollten und wie dem im Gesetz am besten Rechnung zu tragen sei. Fraglich war insbesondere auch geworden, ob das Strafrecht wegen vermeintlicher Fortschritte der psychiatrischen und psychologischen Wissenschaft auf der „Willensfreiheit“ als Grund des Schuldvorwurfs aufgebaut werden könne. Führend in der Debatte war der Berliner Professor für Strafrecht Franz von Liszt, der mit der von ihm mitbegründeten Internationalen Kriminalistischen Vereinigung (IKV) für ein am effektiven Rechtsgüterschutz orientiertes, präventives Strafrecht eintrat. Sein vornehmlicher Widersacher war der Leipziger Universitätsrektor Karl Binding. Eine Vielzahl von Reformentwürfen wurden bereits während des Kaiserreiches vom Reichsjustizamt erarbeitet, die freilich sämtlich nicht gesetzgeberisch abgeschlossen wurden. Nach 1918 wurden weitere Entwürfe erarbeitet, diese scheiterten jedoch mit dem Ende der Weimarer Republik. In der Zeit der Weimarer Republik wurden mehrere Reformentwürfe diskutiert. Den ersten Vorstoß machte der Reichsjustizminister Gustav Radbruch 1922 mit einer Vorlage zur Abschaffung der Todes- und Zuchthausstrafe, die er in die Reichsregierung einbrachte. Dieser Reformentwurf wurde in der Zeit bis 1930 immer weiter überarbeitet, sodass neue Entwurfsvarianten entstanden, Entwürfe etwa aus den Jahren 1925, 1927 und 1930. Der Versuch einer Totalreform des Strafrechts endete erfolglos mit dem Ende der Weimarer Republik.
Vieles blieb der Strafvollzugspraxis in den einzelnen Ländern überlassen. Erst mit dem Gesetz gegen gefährliche Gewohnheitsverbrecher und über Maßregeln der Besserung und Sicherung vom 24. November 1933 kam die Reformdebatte zu einem vorläufigen Abschluss. Dieses Gesetz schloss die Reformarbeiten der Weimarer Zeit ab, wurde jedoch vom NS-Regime verschärft und an die nationalsozialistische Ideologie angepasst. Während dieser Zeit wurden dann zahlreiche Änderungen des RStGB in diesem Sinne vorgenommen, so dass das RStGB als solches in der Grundstruktur ohne weitere Strafrechtsreform bis 1945 fortbestand.

### 1950er Jahre bis 1969
Im Jahr 1953 ließ Bundesjustizminister Thomas Dehler Gutachten zu einer Reform des deutschen Strafrechts erstellen. Sein Nachfolger Fritz Neumayer berief 1954 eine Kommission zur Erstellung eines neuen Strafgesetzbuches ein. Diese Große Strafrechtskommission bestand aus 24 Mitgliedern (u. a. aus Professoren, Richtern und Bundestagsabgeordneten) und tagte von 1954 bis 1959. Resultat waren mehrere Gesetzesentwürfe, darunter der E 1962.
1966 erschien der „Alternativ-Entwurf eines Strafgesetzbuches“ (AE) von mehreren deutschen und schweizerischen Professoren (darunter Claus Roxin und Werner Maihofer), der ebenfalls Einfluss auf die weitere Gesetzgebung hatte.
Beschlossen wurde die Reform schließlich von der Großen Koalition. Der Sonderausschuss des Bundestags für die Strafrechtsreform arbeitete die ersten beiden Strafrechtsreformgesetze aus, die 1969 verabschiedet wurden:
- Erstes Gesetz zur Reform des Strafrechts (1. StrRG) vom 25. Juni 1969[4], in Kraft getreten am 1. September 1969 bzw. am 1. April 1970.
- Zweites Gesetz zur Reform des Strafrechts (2. StrRG) vom 4. Juli 1969[5] (neuer Allgemeiner Teil), nach Maßgabe des Gesetzes über das Inkrafttreten des Zweiten Gesetzes zur Reform des Strafrechts vom 30. Juli 1973[6] in Kraft getreten – mit Ausnahme der Regelungen über die Unterbringung in einer sozialtherapeutischen Anstalt – am 1. Januar 1975.

### Nach 1969
In den Folgejahren wurden durch weitere Strafrechtsreformgesetze insbesondere Änderungen am Besonderen Teil des StGB vorgenommen.
- Drittes Gesetz zur Reform des Strafrechts (3. StrRG) vom 20. Mai 1970[7], in Kraft getreten am 22. Mai 1970.
- Viertes Gesetz zur Reform des Strafrechts (4. StrRG) vom 23. November 1973[8].
- Fünftes Gesetz zur Reform des Strafrechts (5. StrRG) vom 18. Juni 1974[9], in Kraft getreten am 22. Juni 1974.
- Sechstes Gesetz zur Reform des Strafrechts (6. StrRG) vom 26. Januar 1998[10], in Kraft getreten am 1. April 1998.

## Inhalt
Das 2. StrRG gestaltet den Allgemeinen Teil des StGB neu. Durch das 1. StrRG traten einige wichtige Neuerungen schon vorher in Kraft. Darüber hinaus gab es auch Änderungen am Besonderen Teil. Die wesentlichsten Änderungen im Einzelnen:

### Strafe nur bei Rechtsgutsverletzung
Taten sollen nur noch bestraft werden, wenn durch sie ein Rechtsgut verletzt oder gefährdet wurde. Dass eine Tat unmoralisch sein soll, genügt demnach nicht mehr. Infolgedessen wurden unter anderem folgende Tatbestände abgeschafft, entschärft oder verschärft:
- Ehebruch (§ 172 a. F.)
- Unzucht zwischen Männern (§ 175 a. F.)
- Widernatürliche Unzucht (§ 175b a. F.)
- Kuppelei (§ 180 a. F.)
- Verführung Minderjähriger (§ 182 a. F.)
- Verbreitung unzüchtiger Schriften (§ 184 a. F.)

### Form des Freiheitsentzugs
Statt der verschiedenen Formen des Freiheitsentzugs (Haft, Einschließung, Gefängnisstrafe und Zuchthaus) wurde nun als einheitliche Strafe die Freiheitsstrafe eingeführt. Die Maßregel des Arbeitshauses wurde abgeschafft.

### Alternativen zum Freiheitsentzug
Weiterhin wurden die Möglichkeiten erweitert, lediglich eine Geldstrafe zu verhängen oder eine Strafe zur Bewährung auszusetzen. So sollen nun im Regelfall keine Freiheitsstrafen von weniger als sechs Monaten verhängt werden (§ 47 StGB).
Geldstrafen werden nicht mehr als absoluter Betrag, sondern als Anzahl Tagessätze verhängt (§ 40 StGB, eingeführt durch das 2. StrRG).